# Věda na Zeměploše
Věda na Zeměploše (anglicky The Science of Discworld) je zvláštní knihou z Pratchetovy série příběhů o Zeměploše. Děj této knihy probíhá ve dvou rovinách, Terry Pratchett rozvíjí svůj příběh o pokusu mágů na Neviditelné univerzitě v Ankh-Morporku a současně druzí dva autoři, Ian Stewart a Jack Cohen popisují pohled naší současné astrofyziky a biologie na vznik a vývoj vesmíru a života.

## Děj

### Zeměplocha
Je zima. Všichni mágové na Neviditelné univerzitě by dali první poslední za trochu tepla. A tak dojde k riskantnímu experimentu, kdy profesor Rozšafín Ctibum z katedry Silnoproudé magie postaví na squashovém kurtu univerzity zařízení na rozbití thaumu. Když přesvědčí ostatní univerzitní kolegy, že jim zařízení poskytne dostatek energie na vytápění celé univerzity, je experiment spuštěn.
Velmi brzy se však ukáže, že nastartováním procesu rozbití thaumu se uvolňuje kromě tepelné energie takové množství surové magie, která hrozí zničit celý Zeměplošský vesmír. Po delší debatě se proto mágové rozhodou využít odpadní surovou magii na projekt Zemneplocha, který byl kdysi vymyšlen, ale z důvodu nedostatku energetických zdrojů nebyl realizován.
Výsledkem projektu Zemneplocha je vznik zcela nového vesmíru, který je z pohledu mágů koule o velikosti přibližně fotbalového míče. V něm se odehrávají pro mágy nepochopitelné procesy. Nejprve z ničeho vznikne hmota a proti vší logice vznikají i obrovské hvězdy – Slunce. V novém maličkém vesmíru i zanikají základní zeměplošské prvky jako bylonebylium, cohenium nebo explodium, zatímco vznikají prvky jako křemík, uhlík nebo železo
Projekt Zemneplochy se na Neviditelné univerzitě setkává s mimořádným zájmem studentů i profesorů. Mnozí používají nově vzniklá Slunce a planety jako terče pro své bojové hry. Nový svět tak rozhodně neměl čas na nějaký poklidný vývoj. Na druhé straně je třeba si uvědomit, že většině procesů v tomto vesmíru rozumí jen superpočítač Hex, který svým tvůrcům sděluje jen to, co považoval za vhodné.
Nakonec se pozornost většiny zúčastněných soustředí jen na malou modrou planetu, podivně připomínající naši Zemi. Počítač Hex vyrobí speciální skafandr, který umožní osobě v něm oblečené smyslově pobývat na miniaturní Zemneploše, ale tělesně zůstat na staré dobré Zeměploše. Jako první „dobrovolník“ pro tento pokus je pochopitelně vybrán nedoučený mág Mrakoplaš především proto, že vykazuje velmi vysokou schopnost přežít v situacích, kdy se to zdá téměř vyloučené.
Mrakoplaš tak pozoruje vývoj malé modré planety od jejího postupného vychládání a vzniku prvních oceánů až po vznik primitivních forem života. Přitom je po celou dobu svědkem nejrůznějších přírodních katastrof, které vracejí perspektivní živočišný vývoj znovu a znovu zpět, ať již jde o srážku planety s kometou nebo asteroidem či o vznik nové doby ledové.
Po jisté době se ke sledování a návštěvám planety přidají i ostatní mágové, každý z nich přitom má za svého favorita jiný druh živočichů. Nakonec se k návštěvě planety odhodlá i knihovník – orangutan, to když se jako perspektivní živočišný druh jeví jistý druh opic. Předá jim znalost ohně a naučí je tak chránit se před dravými šelmami.
Nakonec celý projekt skončí na polici v Mrakoplašově kabinetu a celá Neviditelná univerzita se vrací do normálního chodu. Největší škody při projektu utrpěl pravděpodobně kvestor, který byl silně ozářen thaumatickým polem a chyti tzv. Neurčitost. Buď ví, jak se jmenuje a kdo je, ale potom zapomene kde je a posunuje se proto v prostoru nebo naopak. Ale protože i předtím projevoval značné známky abnormality, tak se vlastě nic podstatného nestalo.

### Astronomie

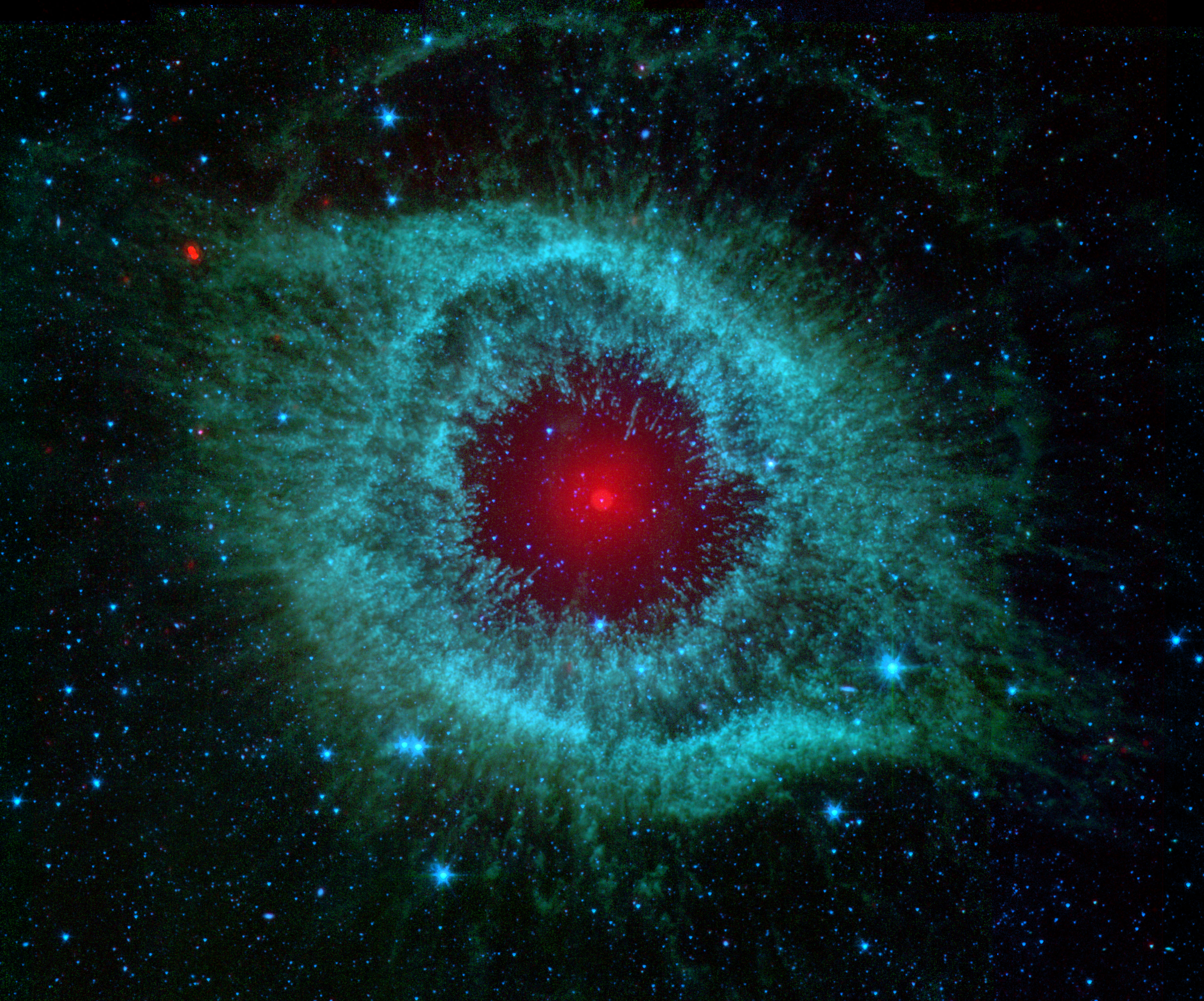
kousek vesmíru

První paralelní část knihy je zaměřena na současné představy a teorie fyziky o vzniku vesmíru a sluneční soustavy. Autoři přitom upozorňují na fakt, že uváděné skutečnosti jsou pouze výsledkem současného lidského poznání a mnoho dnes uznávaných pravd může doznat v budoucnosti značných oprav a změn.
Stejně jako vznik vesmíru zeměplošské části knihy (vyplnění vakua surovou magií) i v našem vesmíru je pokládán za nejpravděpodobnější počátek všeho tzv. velký třesk, tedy okamžik, kdy nepředstavitelně velkou explozí náhle vznikly prapůvodní částice hmoty, která tvoří současný vesmír. Rozpínáním tohoto vesmíru došlo k jeho rychlému ochlazování a tvorbě prvních částic hmoty a jejího oddělení od elektromagnetického záření (světla). Při dalším rozpínání se hmota koncentrovala do větších oddělených celků, které dnes známe jako galaxie a v nich dále docházelo k tvorbě center s vysokou koncentrací hmoty – budoucích hvězd , kolem nichž pak často obíhají planety.
Autoři zde také upozorňují na poměrně známý paradox, na který současná fyzika doposud nemá odpověď. Jsou všechny základní veličiny fyziky (náboj elektronu, rychlost světla, Boltzmanova konstanta…) takové, jaké jsou proto, že to je prostě pro existenci hmoty nezbytné a jinak to být prostě nemůže nebo vznikly náhodně v prvních okamžicích formování našeho časoprostoru? Pokud platí druhá možnost, je jen věcí náhody, že dnes vypadáme tak jak vypadáme.
Při výzkumu rychlosti rozpínání současného vesmíru byl pozorován jev, který odporuje jednoduché představě vzájemně se vzdalujících galaxií za působení známých sil. Zdá se totiž, že vzdálenější galaxie se pohybují rychlostí vyšší, než by odpovídalo navrženému fyzikálnímu modelu. Jedním z možných vysvětlení je existence energie vakua, která způsobuje antigravitační efekt a rozpínání vesmíru urychluje. Někdy je tento pojem také nazýván temná energie, podobně jako se vžil pojem temná hmota pro poměrně podstatné množství hmoty, který astrofyzikům chybí při vysvětlování vesmírné mechaniky.
Jako perličku zde autoři uvádějí zajímavý postřeh Paula Diraca. Elektromagnetická síla mezi protonem a elektronem je 1040 větší, než gravitační síla mezi nimi. Stáří vesmíru je 1040 větší, než čas, který potřebuje světlo na průchod jedním atomem… Je možné, že tak Dirac našel doposud nevysvětlené spojení mezi makro – a mikro – světem.
V další kapitole se autoři věnují naší sluneční soustavě a samotné Zemi. Upozorňují na fakt, že každá z planet je individualita a vlastnosti, kterými se planety od sebe odlišují (hmotnost, povrchová teplota) jsou rozdílné až v rozmezí řádů. Naopak až podivuhodná je shoda rovin oběžných drah všech planet, z nichž výrazněji vybočuje pouze Pluto, který však dnes úředně ani planetou není. Také téměř všechny planety mají své souputníky, měsíce. Zároveň autoři připomínají, že společně s planetami s námi kolem Slunce obíhá miliony menších či větších těles – planetek nebo asteroidů, jejichž případná kolize s naší planetou by pravděpodobně měla fatální důsledky pro život na Zemi nebo by alespoň značně zbrzdila rozvoj lidské civilizace.

### Život
V druhé části „vědecky“ zaměřené části knihy se autoři zabývají obdobím vývoje Země, kdy na ní začaly vznikat podmínky umožňující existenci života a jeho dalšího vývoje. Podle předpokladů současné vědy před 3 – 3,5 miliardami let Země vychladla natolik že se zde udržela voda v kapalné formě. Nejprve pochopitelně procházela stádii neustálého vypařování při styku s horkou zemskou kůrou a následnou kondenzací v atmosféře, takže po několik desítek milionů let prakticky bez přestávky intenzivně pršelo. Potom ale povrchové vrstvy vychladly natolik, že se na Zemi dlouhodobě udržela kapalná voda, která vytvořila první praoceány. Do nich se poměrně velmi rychle naplavily veškeré dostupné rozpustné soli ze zemského povrchu, takže tento oceán již tehdy svým složením připomínal současnou mořskou vodu.
Autoři dále uvádějí, že současná věda nemá zdaleka jasno v otázce, jak vlastně pozemský život vznikl. Existuje přes 30 teorií, popisující procesy, které by teoreticky mohly vést ke vzniku života. Kromě toho zde existuje nevyvrácená možnost, že život byl na tuto planetu dopraven z kosmu, pádem meteoritu nebo srážkou Země s kometou, což odsunuje problém samotného vzniku živé hmoty kamsi mimo Zemi.
Autoři dále konstatují, že v současné době je vědeckou komunitou nejvíce přijímána teorie vzniku prvních živých organizmů v původních pozemských mořích. Jedním z nepřímých důkazů pro toto tvrzení je fakt, že poměr základních iontů (sodík, draslík, vápník, hořčík…) v krvi současných živočichů se prakticky přesně shoduje s jejich poměrným zastoupením v mořské vodě. Naopak celková salinita mořské vody (3,5 %) je asi 3,5× vyšší než obsah solí v průměrné krvi (1 %).
Je prakticky jisté, že první formy života byly značně odlišné od současných organizmů. Vzhledem ke složení tehdejší atmosféry to nemohly být organizmy, čerpající energii pro životní pochody dýcháním kyslíku. Za nejpravděpodobnější se považuje vznik takových forem života, které byly závislé na horkých podmořských vývěrech, kde čerpaly energii oxidací sloučenin železa a síry. Takové organizmy doposud existují a byly nalezeny v na oceánské dně v hloubce přes tisíc metrů v blízkosti tzv. černých kuřáků.